# I5/OS

i5/OS qui était la nouvelle appellation de l'OS/400 (système d'exploitation IBM conçu pour les machines de la gamme AS/400-iSeries-i5 ou System i); et ce depuis la V5R3M0 (Version 5 Modification 3 Edition 0) de l'OS/400 a été à son tour renommé en IBM i.
Il existe 2 versions de i5/OS :
- V5R3
- V5R4

Chaque version se décline en plusieurs moutures différentes liées au support de certaines configurations matérielles ou de nouvelles fonctions.

## Version 5
La version d'i5/OS V5R3 se décline en deux niveaux :
- V5R3 RS530-00 (V5R3 de base)
- V5R3 RS530-10 (V5R3 pour les processeur POWER5+)

La version d'i5/OS V5R4 se décline en quatre niveaux :
- V5R4 RS540-00 (V5R4 de base)
- V5R4 RS540-10 (V5R4 pour les processeurs POWER5+)
- V5R4 RS540-20 (V5R4 pour le support du licensing à l'utilisateur)
- V5R4 RS540-30 (V5R4 pour le support des processeurs POWER6)

Il existe 4 versions de microcode (LIC = Licensed Internal Code) :
- V5R3M0 (support de la V5R3 RS530-00)
- V5R3M5 (support de la V5R3 RS530-10)
- V5R4M0 (support des V5R4 RS540-00, RS540-10 et RS540-20)
- V5R4M5 (support de la V5R4 RS540-30)

## Version 6
La V6R1M0, est sortie le 21 mars 2008. Désormais, on ne parle plus de i5/OS mais de IBM i.
i5/OS est apparu avec les processeurs POWER5, il n'était pas concevable pour IBM, de conserver le nom i5/OS sur les nouveaux processeurs POWER6, la logique aurait voulue qu'il s'agisse de i6/OS, mais il aurait encore été nécessaire de changer le nom du système d'exploitation en 2010 lors de la sortie du POWER7 (en i7/OS).
IBM a donc décidé de renommer le système d'exploitation afin de ne plus être dans l'obligation de le changer à chaque fois qu'un nouveau processeur voit le jour.
Le nom officiel est désormais : IBM i operating system.
On peut également parler de:
- IBM i
- i
- IBM i Version 6.1
- IBM i Version 6 Release 1
- IBM i 6.1
- i 6.1
- i V6.1
- i V6R1
- i 6

En revanche, il ne faut jamais parler de iOS, i/OS, i OS ou de n'importe quel diminutif de ce genre car il s'agit d'un nom déposé par Cisco Systems pour son IOS.